# 영인 (승려)
영인(생년 미상)은 대한민국에서 활동하는 대한불교조계종 소속의 승려로, 염불 음원으로 유명하다. 쌍계사 고산스님으로부터 피를 토하는 엄한 교육으로 염불을 배웠다고 한다. 수영선수로 활동해서 폐활량도 좋다고 한다.

## 생애
- 14세에 쌍계사 고산스님을 은사로 출가.

## 음원
음원은 다음과 같다.
- 영인스님 예불 / 천수경
- 영인스님 지장경 (상)
- 영인스님 지장경 (중)
- 영인스님 지장경 (하)
- 영인스님 회심곡
- 영인스님 천수경 / 아미타경
- 영인스님 부모은중경
- 영인스님 신묘장구대다라니
- 영인스님 관세음보살정근
- 영인스님 한글 천수경
- 영인스님 금강경
- 영인스님 반야심경주력
- 영인스님 팔양경
- 영인스님 아미타경
- 영인스님 천도타령 염불
- 장엄염불
- 나무아미타불정근
- 영인스님 염불 따라하기 56 (칠성정근)
- 영인스님 염불 따라하기 57 (산신정근)
- 영인스님 염불 따라하기 58 (조왕정근)
- 영인스님 염불 따라하기 59 (용왕정근)
- 영인스님 염불 따라하기 60 (천수경독송)
- 염불 따라하기 55 (칠성기도)
- 염불 따라하기 54 (독성기도)
- 염불 따라하기 53 (나한기도)
- 염불 따라하기 52 (신중기도)
- 염불 따라하기 51 (현왕기도)
- 염불 따라하기 50 (조왕기도)
- 염불 따라하기 49 (용왕기도)
- 영인스님 염불 따라하기 8 (금강경)